# Anachauliodes sinensis
Anachauliodes sinensis är en insektsart som beskrevs av Ding Yang och C.-k. Yang 1992. Anachauliodes sinensis ingår i släktet Anachauliodes och familjen Corydalidae. Inga underarter finns listade i Catalogue of Life.